# Edouard Hauser
Edouard Hauser (1911) è stato un pallanuotista svizzero.

## Carriera
Nel 1948 partecipò ai Giochi di Londra 1948.